# 弗尔迪·艾尔诺
弗尔迪·艾尔诺（匈牙利語：Földi Ernő，？—），匈牙利男子乒乓球运动员。他曾获得1938年世界乒乓球锦标赛男子团体金牌。